# Zádor
Zádor (maďarsky Zádorháza) je obec na Slovensku v okrese Rimavská Sobota. Žije zde 145 obyvatel.

## Kultura a zajímavosti

### Památky
- Reformovaný kostel, tradiční halová stavba s rovným závěrem a věží z roku 1968.[2]